# Sånt händer inte här
Sånt händer inte här är en svensk dramafilm från 1950 i regi av Ingmar Bergman. I rollerna ses Signe Hasso i sin första svenska filmroll på över ett decennium samt i övrigt bland andra Alf Kjellin och Ulf Palme.

## Om filmen
Filmen spelades in mellan den 6 juli och 19 augusti 1950. Interiörerna spelades in i Filmstaden Råsunda och den numera rivna biografen Lejonungen på Södermalm och exteriörerna på andra platser i Stockholm. Filmens förlaga var romanen Inom 12 timmar av den norske författaren Waldemar Brøgger, vilken aldrig hade utkommit i Norge utan endast i Sverige. Boken omarbetades till filmmanus av Herbert Grevenius och filmades med Gunnar Fischer som fotograf. Originalmusiken komponerades av Erik Nordgren och Herbert Stéen-Östling (endast exportversionen). Filmen premiärvisades den 23 oktober 1950 på biografen Röda Kvarn i Stockholm. Den var 84 minuter lång och tillåten från 15 år.
Filmen var tänkt att gå på export och en engelsk version av filmen framställdes parallellt med den svenska. Valet av skådespelare gjordes även med hänsyn till detta. Hasso var bosatt i Hollywood i USA och hade inte medverkat i svensk film sedan 1940-talets början och Kjellin hade tidigare inlett sin amerikanska karriär. Filmen släpptes i England vid årsskiftet 1952-1953 under titeln High Tension och i Västtyskland 1959 med titeln Menschenjagd.
Bergman har i efterhand förhållit sig starkt kritisk till filmen och sagt att han gjorde "fel film". Han har även förklarat att filmen tillkom under pressade förhållanden där dålig privatekonomi var orsaken till att han tog sig an projektet.

## Rollista i urval
- Signe Hasso – Vera Irmelin, rättskemist, flykting
- Alf Kjellin – Björn Almkvist, kriminalkommissarie
- Ulf Palme	– Atkä Natas, agent
- Gösta Cederlund – provinsialläkare
- Yngve Nordwall – Lindell, kriminalkommissarie
- Hannu Kompus – flyktingpräst
- Sylvia Tael – Vanja, flykting
- Els Vaarman – flyktingkvinna, mötestalare
- Edmar Kuus – Leino, alias Sander, angivare
- Helene Kuus – flykting, kvinna på bröllopet
- Rudolf Lipp – "Skuggan"
- Segol Mann – agent för Liquidatzia
- Willy Koblanck – agent för Liquidatzia
- Gregor Dahlman – agent för Liquidatzia
- Gösta Holmström – agent för Liquidatzia
- Ivan Bousé – agent för Liquidatzia
- Hugo Bolander – hotellföreståndare
- Stig Olin	– ung man i förorten
- Magnus Kesster – villaägare
- Alexander von Baumgarten – kapten på "Mrofnimok Gadyn"
- Ragnar Klange – bilist
- Lillie Wästfeldt – hans fru
- Hanny Schedin – dam med störd nattsömn
- Gunwer Bergkvist – radiotelefonist
- Mona Geijer-Falkner – kvinna i hyreshuset
- Erik Forslund – portvakt i ateljéhuset
- Sven-Axel "Akke" Carlsson	– ung man vid bil
- Helga Brofeldt – chockad kvinna
- Georg Skarstedt – bakfull arbetare
- Tor Borong – laboratorievaktmästare/teaterinspicient
- Maud Hyttenberg – student vid Karl XII:s staty
- Wera Lindby – chockad kvinna
- Mona Åstrand – ung flicka
- Fritjof Hellberg – styrman på båten
- Eddy Andersson – maskinist
- Wiktor "Kulörten" Andersson – ej identifierad roll
- Nils Hultgren – ej identifierad roll
- Peter Winner – ej identifierad roll
- Gustaf Hedström – ej identifierad roll
- Olof Sjöstrand – ej identifierad roll
- Gustaf Hiort af Ornäs – ej identifierad roll
- Birger Sahlberg – ej identifierade roller

### Fotnoter
1. 1 2 3 4  ”Sånt händer inte här”. Svensk Filmdatabas. http://sfi.se/sv/svensk-filmdatabas/Item/?itemid=4305&type=MOVIE&iv=Basic&ref=/templates/SwedishFilmSearchResult.aspx?id%3d1225%26epslanguage%3dsv%26searchword%3ds%C3%A5nt+h%C3%A4nder+inte+h%C3%A4r%26type%3dMovieTitle%26match%3dBegin%26page%3d1%26prom%3dFalse. Läst 8 april 2013.